# Moldavia (navire)
Pour les articles homonymes, voir Moldavia.

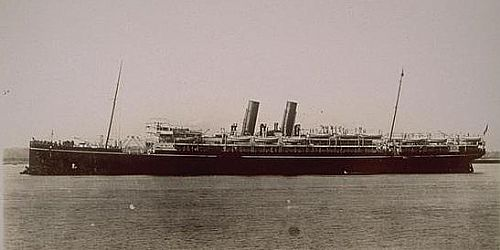
Le RMS Moldavia

Le navire britannique RMS Moldavia était un paquebot à vapeur de la P&O Line, lancé le 28 mars 1903 et assurant la route Angleterre - Australie par le Canal de Suez. Acheté et armé par la Marine britannique en 1915 pour devenir un transporteur de troupes, il est torpillé et coulé le 23 mai 1918 près de Beachy Head, dans la Manche par le sous-marin allemand UB-57. Cinquante-six soldats américains périssent dans le naufrage.  